# Michail Petrasjevskij
Michail Vasiljevitj Butasjevitj-Petrasjevskij (ryska: Михаил Васильевич Буташевич-Петрашевский), född 13 november (gamla stilen: 1 november) 1821 i Sankt Petersburg, Kejsardömet Ryssland, död 19 december (gamla stilen: 7 december) 1866 i Sibirien, Kejsardömet Ryssland, var en rysk publicist och politiker. 
Petrasjevskij utgav på 1840-talet en encyklopedi, Slovarj inostrannych slov, och bildade, tillsammans med bland andra Fjodor Dostojevskij och Aleksej Plesjtjejev, ett hemligt sällskap, där man läste och diskuterade skrifter av Étienne Cabet, Charles Fourier och Pierre-Joseph Proudhon. Trots att dessa litterära sällskapsaftnar hade en privat karaktär, utan revolutionära tendenser, samlades av polisen ett stort anklagelsematerial. Petrasjevskij och 22 kamrater, Petrasjevskijgruppen, häktades 1848 och dömdes till döden 1849. På schavotten blev de dock benådade till livet och dömdes till straffarbete i Sibirien, där Petrasjevskij dog. 